# Protopterus
Protopterus es un género de pez pulmonado propio de África, el único de la familia Protopteridae. Son peces alargados, con aspecto de anguila con las aletas pectorales y pélvicas muy delgadas, filiformes, y la dorsal y caudal fusionadas. Tienen el cuerpo cubierto por escamas blandas. Pueden nadar ondulando el cuerpo o reptar por el fondo usando sus aletas pares. Los ejemplares mayores alcanzan los 2 metros de longitud.

## Especies
Se conocen cuatro especies de Protopterus:
- Protopterus aethiopicus Heckel, 1851
- Protopterus amphibius (W. K. H. Peters, 1844)
- Protopterus annectens (Owen, 1839)
- Protopterus dolloi Boulenger, 1900